# Nikolaos Kaklamanakis
Nikolaos (Nikos) Kaklamanakis (Athene, 19 augustus 1968) is een Grieks zeiler.
Kaklamanakis nam in totaal vijf maal deel aan de Olympische Zomerspelen.
Kaklamanakis werd in 1996 olympisch en wereldkampioen. 
Kaklamanakis mocht tijdens de Olympische Zomerspelen 2000 de Griekse vlag dragen tijdens de openingsceremonie.
In 2000 en 2001 werd Kaklamanakis wereldkampioen.
Tijdens de Olympische Zomerspelen 2004 mocht Kaklamanakis de olympische vlam aansteken, tijdens deze spelen won Kaklamanakis de zilveren medaille in het windsurfen.
Na de OS in 2004 heeft Kaklamanakis de Griekse zeilbond beschuldigd van corruptie en vriendjespolitiek. Pas na de beschuldiging van seksueel misbruik door een official van de zeilbond van zeilster Sofia Bekatorou in 2021 werd er een onderzoek ingesteld naar wangedrag bij de zeilbond.

## Resultaten

### Wereldkampioenschappen
| Jaar | Plaats         | Resultaten |
| ---- | -------------- | ---------- |
| 1995 | Port Elizabeth | Mistral    |
| 1996 | Haifa          | Mistral    |
| 2000 | Mar del Plata  | Mistral    |
| 2001 | Varkiza        | Mistral    |
| 2003 | Cadiz          | Mistral    |

### Olympische Zomerspelen
| Jaar | Plaats    | Resultaten |
| ---- | --------- | ---------- |
| 1992 | Barcelona | 9e Lechner |
| 1996 | Atlanta   | Mistral    |
| 2000 | Sydney    | 6e Mistral |
| 2004 | Athene    | Mistral    |
| 2008 | Peking    | 8e Mistral |

1984: Stephan van den Berg ·
1988: Bruce Kendall ·
1992: Franck David ·
1996: Nikolaos Kaklamanakis ·
2000: Christoph Sieber ·
2004: Gal Fridman ·
2008: Tom Ashley ·
2012: Dorian van Rijsselberghe ·
2016: Dorian van Rijsselberghe ·
2020: Kiran Badloe ·
2024: Tom Reuveny